# Приятели
Приятели (фр. Les Copains) — сатирический роман французского писателя Жюля Ромена.
По мотивам романа в 1965 снят фильм.

### Содержание
Во время пьянки в баре, группа из семи приятелей решают наказать города Амбер и Иссуар, которые слишком нагло выглядят на карте Франции. После консультации с сомнабулом для проверки уместности предприятия, они приступают к действию. Друзья группами направляются в «осужденные» города и начинают шалить. Прибыв первым, Брудье, притворившись министром, требует срочных военных маневров. Бенен, — «богослов» из Рима читает с церковной кафедры свою знаменитую «проповедь» превозносящую похоть. В Иссуаре приятели «достраивают» памятник Верцингеторигсу, долгое время представлявший собой лошадь без всадника: водружают на неё покрашенного краской голого Лесюра. История заканчивается веселым банкетом в Меигале.

## Переводы
Жюль Ромен. Собрание сочинений, т. V. Приятели, Пер. М. Лозинского. М., — Academia, 1925.
Перевод романа под названием «Обормоты» принадлежит Осипу Мандельштаму. Переводы стихов из романа включаются в собрания стихотворений поэта:
Каштановый навес над томным писсуаром,

Багрянцем осени окрашенный Амбер;

Гармония листвы повеет Иссуаром,

И сердце льнет к нему, как нежный камамбер!